# Tammam ibn Àlqama
Tammam ibn Àmir ibn Àhmad ibn Ghàlib ibn Tammam ibn Àlqama, més conegut simplement com a Tammam ibn Àlqama (803-896) fou un polític andalusí, besnet d'Abu-Ghàlib Tammam ibn Àlqama. Fou visir dels omeies de Còrdova sota Muhàmmad I (852-886), al-Múndhir (886-888) i Abd-Al·lah ibn Muhàmmad (888-912). El període exacte en què va ocupar el càrrec no es coneix, però fou proper al 855 i fins al 890.
La seva fama deriva principalment de la seva obra literària en la qual destaca una urjuza sobre la conquesta musulmana de l'Àndalus que s'ha perdut.